# آلبرت بلوکسام
آلبرت بلوکسام (انگلیسی: Albert Bloxham; ۲۶ نوامبر ۱۹۰۵ – ۲۹ اوت ۱۹۹۶) بازیکن فوتبال اهل بریتانیا بود.
از باشگاه‌هایی که در آن بازی کرده‌است می‌توان به باشگاه فوتبال یئوویل تاون، باشگاه فوتبال تورکی یونایتد، باشگاه فوتبال چسترفیلد، باشگاه فوتبال میلوال، و باشگاه فوتبال بیرمنگام سیتی اشاره کرد.